# Hatlund
Hatlund (dansk) eller Hattlund (tysk) er en landsby beliggende vest for Stenbjergkirke i det nordlige Angel i Sydslesvig. Administrativt hører Hatlund under Stenbjergkirke Kommune i Slesvig-Flensborg kreds i den nordtyske delstat Slesvig-Holsten. I kirkelig henseende hører landsbyen under Kværn Sogn. Sognet lå i Ny Herred (Flensborg Amt, Sønderjylland), da området tilhørte Danmark.
Hatlund er første gang nævnt 1460 (Re-Chr. I). Forleddet antages at kunne være genitiv af et mandsnavn glda. Hatti. En anden mulighed er ordet hat som terrænbetegnelse, således at de gamle kilders Hatte- må antages at repræsentere et glda. *hatta(r). Ordet anvendes almindeligt i stednavne over hele Norden om fjeld- eller bakkeformationer (sml. f.eks. Hatting og svensk Hättinge). Under forudsætning af, at forleddet her er appellativet, må det sigte til den store bakke, Skærsbjerg, der ligger umiddelbart ved landsbyen.
I 1864 nævnes Hatlund med udflytterstederne Hatlundmose, Kværnskov og Brade/Braade, hvori et sted kaldes Munkekors. Braade er første gang nævnt 1723. Hatlundmose er ligeledes første gang nævnt 1723. Kværnskov er første gang nævnt 1634/35, Munkekors (også Munkenkors) 1630/31. Nordøst for Hatlundmose udspringer den 9,4 km lange Stenbæk.
På Stenlyk på grænsen til Gingtoft lå indtil 1841 den store Hatlundsten, en stor vandreblok med en omkreds på 18 m. Frem til 2010 fandtes i Hatlund en kro, som kaldtes Drei Kronen (Tre kroner). Navnet henføres til kongen, som overnattede her tre nætter. Hatlund danske Skole er opført 1949.
Hatlund blev i 1970 en del af Stenbjergkirke Kommume, området omkring Skærsbjerg kom dog 1973 til Kværn Kommune. I 2013 fusionerede Kværn og Stenbjergkirke til en ny administrativ enhed.